# 張縉雲
張縉雲，直隸滿城縣人，清朝政治人物。

## 生平
嘉庆二十四年（1819年）己卯恩科二甲第23名進士。道光二年（1822年）署福建龍巖州知州。道光三年（1823年）任福州府福清縣知縣。道光六年（1826年），任臺灣府嘉義縣知縣。道光十年（1830年）署臺灣府北路理番鹿仔港海防捕盗同知。